# 坎薩瑪烏帕齊拉
坎薩瑪乌帕齐拉是孟加拉国迪納傑布爾縣的一个乌帕齐拉，位於朗布爾专区的迪納傑布爾縣。。

## 人口
據1991年孟加拉國人口普查，坎薩瑪共有戶數23,735戶，人口123,782人。其中男性佔比50.85%，女性佔比49.15%；成年人口60,772人。該地7歲以上人口之平均識字率為23.2%。